# Natalia Sheremétievskaya
Natalia Serguéyevna Sheremétievskaya (en ruso: Наталия Сергеевна Шереметьевская; Moscú, 9 de julio de 1880 - París, 26 de enero de 1952), fue una dama de la alta sociedad rusa, más conocida por ser la esposa morganática del gran duque Miguel Aleksándrovich, quien sería el último zar (nominal) de Rusia y asesinado por los bolcheviques.

## Biografía

### Primeros años
Natalia fue la más joven de las tres hijas de un abogado de Moscú, Serguéi Aleksándrovich Sheremétievski. Nació en una casa en el distrito de Perovo, a las afueras de Moscú. Su padre pertenecía a una familia de la nobleza menor que, si bien poseían una vida acomodada, no dejaba de ser un burgués. En algún momento llegó a ser miembro de la Duma de Moscú y fideicomiso en la Escuela de la Ciudad de Arbat.
Natalia fue educada por una institutriz francesa contratada por su padre y en una escuela privada, como era algo típico de la burguesía acomodada de su tiempo.
El primer matrimonio de Natalia se produjo en 1902, con Serguéi Mamontov, sobrino del célebre industrial, empresario y comerciante ruso Savva Mamontov, con quien tendría una hija, también llamada Natalia. Ambos se mudaron a la zona populosa de la ciudad donde, aprovechando que su esposo era acompañante de ensayo de la Ópera Rusa, Natalia dispuso de muchas oportunidades para socializar. Debido a que su marido era de carácter retraído y al que consideraba socialmente aburrido, Natalia comenzó a salir por su cuenta sin la compañía de su cónyuge. Ante las infidelidades de Natalia, su marido aceptó el divorcio en 1905 y Natalia aprovechó para casarse con su amante, un oficial de caballería llamado Wulfert.
Natalia y Wulfert se establecieron en Gátchina, a las afueras de San Petersburgo. Wulfert era oficial de los Coraceros Azules de la emperatriz viuda María Fiódorovna. Natalia conoció entonces a otro oficial de dicho regimiento y amigo de su marido, Miguel Aleksándrovich, hermano del zar Nicolás II de Rusia. Ambos comenzaron a verse cada vez con mayor regularidad, si bien pronto los rumores de una aventura comenzaron a propagarse por el regimiento. Wulfert, resentido, se volvió violento para con Natalia, la cual rehusaba mantener relaciones conyugales con él. Natalia acusó a su marido de violación y decidió marcharse a Suiza con su hija. Mientras tanto, Miguel trató de comprar a Wulfert prometiéndole un ascenso, sin embargo, este amenazó a Miguel a un duelo. Para evitar mayores escándalos, el zar Nicolás II trasladó a su hermano a Orel y después lo envió con su madre a Dinamarca. Pese a todo, Miguel se las arregló para reencontrarse con Natalia en Dinamarca.

### Consorte del Gran Duque
Tras conseguir que Wulfert aceptara la oferta de Miguel, Natalia se trasladó a una casa en San Petersburgo donde era visitada por Miguel varias veces al mes. En 1909, Natalia quedó embarazada y, ante el temor de que su marido pudiera quitarle a su retoño, comenzó a exigir de manera más activa el divorcio. Finalmente, Wulfert aceptó el divorcio, si bien no pudo consumarse antes de que Natalia diera a luz, lo que en la práctica lo convertía en un hijo legítimo del propio Wulfert. Sin embargo, gracias a un soborno, la fecha del divorcio se retrasó de forma que Miguel pasaba a ser el padre legítimo del niño, el cual heredó su noble condición y le fue dado el nombre de Jorge.
Nicolás II aceptó la relación de su hermano con la plebeya, marchándose a vivir a San Petersburgo, asentándola Miguel en una villa cerca del Palacio de Gátchina.
En 1912, Miguel y Natalia se marcharon de vacaciones por Europa. Tras despistar a los agentes de la Ojrana (la policía secreta zarista), Miguel y Natalia contrajeron matrimonio en la catedral ortodoxa de Viena el 16 de octubre de 1912. Tras pasar por Venecia y Milán, ambos cónyuges se reencontraron en Cannes, desde donde el Gran Duque informó a su hermano el zar del matrimonio. Nicolás II se negaba a aceptarlo, en tanto que Natalia era plebeya y convertía su matrimonio en morganático, es decir, Miguel quedaba excluido de la sucesión al trono en un momento crítico para Rusia, más cuando la salud del zarévich Alekséi era muy delicada. Miguel fue expulsado de Rusia, se le congelaron sus activos y se le denegó cualquier rango o título.
Desde 1913, Miguel y Natalia llevaron un lujoso estilo de vida, frecuentando los mejores hoteles y casas de la alta sociedad europea de su tiempo. Desde septiembre de ese año se asentaron en Knebworth House.

### Guerra y revolución
Al estallar la Primera Guerra Mundial, Miguel solicitó a su hermano regresar a Rusia para colaborar en el esfuerzo bélico. A Miguel se le autorizó regresar en compañía de su esposa e hijo, pasando a ser mayor general en la denominada «División Salvaje». Mientras su marido combatía, Natalia fundó dos hospitales. Por aquel entonces, las dos hermanas de Natalia fallecieron.
En 1915, Nicolás II aceptó legitimar a Jorge, el hijo de Miguel y Natalia, otorgándole el título de «conde Brásov». A medida que la guerra se desarrollaba, la posición de Natalia se afianzaba cada vez más, si bien la guerra se ponía cada vez más en contra de la posición rusa. Natalia comenzó a frecuentar los círculos de diputados de la Duma, siendo percibida como una liberal partidaria de una monarquía parlamentaria en detrimento de la tradicional autocracia zarista. Por ello, Natalia empezó a ser despreciada por la zarina y el resto de la Familia Real. Natalia cada vez estaba más deprimida por los desaires, aparte del hecho de que su marido seguía en el frente.
En julio de 1916 dio a luz al segundo hijo del matrimonio, Dmitri, y en septiembre de 1916, Miguel y Natalia se reencontraron en Moguilev, pasando un tiempo en Brasovo y Gátchina, donde Miguel enfermó de úlceras estomacales. Con el fin de que el Gran Duque se recuperara se trasladaron a Crimea. Sería con la Revolución de febrero cuando Nicolás II abdicó en favor de su hermano Miguel, el cual se negó a tomar posesión del trono hasta ser ratificado por la Duma. Pese a todo, el poder recaía en los revolucionarios, concretamente en los sóviets, mientras que la posición de la familia real pasó a ser extremadamente delicada. Miguel y su familia fueron puestos bajo arresto domiciliario en Gátchina.
En octubre, los bolcheviques tomaron el poder. Miguel y Natalia planearon marcharse a Finlandia con la ayuda de un viejo camarada del ejército de Miguel, sin embargo, los bolcheviques descubrieron el plan; ambos cónyuges fueron puestos de nuevo bajo arresto domiciliario y los niños fueron trasladados a Gátchina. Natalia pudo recuperar las joyas que había ocultado. En noviembre de 1917 el arresto domiciliario se levantó, pero en marzo de 1918, Miguel y su secretario personal, Brian Johnson, fueron arrestados por orden del jefe de policía de Petrogrado y encerrados en el instituto Smolny. Natalia pudo visitarles en los días siguientes gracias a la ayuda de una amiga suya, la princesa Putiatina. El 11 de marzo, el Consejo de Comisarios del Pueblo decidió enviar a Miguel muy lejos de allí, a Perm.
Preocupada por el futuro de su familia, Natalia se las arregló para enviar a su hijo Jorge a Dinamarca. A Natalia se le autorizó viajar a Perm para ver a su esposo, con el que pasó varias semanas. Sin embargo, un ejército de checos se encontraba cerca de Perm; estos checos habían sido prisioneros de los rusos y ahora luchaban contra los bolcheviques para conseguir una patria independiente, pues estos planeaban entregarlos a los alemanes. Temiendo que Natalia pudiera encontrarse en una situación comprometida, regresó a Moscú. Allí, Natalia luchó enconadamente por la liberación de su esposo, pero no lo consiguió. En junio de 1918, Miguel y su secretario fueron asesinados a las afueras de Perm, y sus cuerpos enterrados en el bosque. Natalia fue arrestada por orden de los bolcheviques, mientras estos aplicaban el denominado «Terror Rojo». Natalia pudo escapar de sus captores y reencontrarse con su hija.

### Exilio
Si bien Miguel ya había sido asesinado, surgieron rumores de que este había escapado y estaba comandando un ejército contrarrevolucionario. Los alemanes se creyeron estas habladurías y pretendieron rescatar a Natalia para ganarse el favor de Miguel. El consulado alemán en Ucrania les proporcionó a Natalia y a su hija pasaportes falsos y las trasladaron a Kiev. El problema les sobrevino cuando Alemania se rindió en noviembre de 1918 y la autoridad se desplomó; Natalia y su hija se trasladaron a Odesa donde pudieron escapar a Constantinopla gracias a dos buques británicos, el HMS Nereide y el HMS Skirmisher. Posteriormente llegaron a Malta, de ahí en un barco mercante hasta Marsella y en tren a París. La familia se instaló en Inglaterra.
En 1924, ante la ausencia de noticias sobre el paradero de Miguel, Natalia lo declaró oficialmente muerto el 5 de julio de 1924. Al mes siguiente, el primo de Miguel, Cirilo Románov se declaró emperador, alegando ser el siguiente en la línea de sucesión del difunto zar nominal (en este caso, Miguel). En 1928, Cirilo le otorgó a Natalia el título de «Princesa» y en 1935 los títulos de «Su Alteza Serenísima, la Princesa Romanovskaya-Brasova».
En 1927, Natalia se trasladó a vivir a París, uniéndose a ella su hijo Jorge Brásov, el cual fallecería en un accidente de tráfico en 1931. Natalia quedó sumida en la depresión mientras su otra hija, nacida de su primer matrimonio, encadenaba matrimonio frustrado tras matrimonio frustrado, si bien le dio una nieta, Pauline Gray, y otra segunda llamada Alejandra en 1934. Natalia continuó intentando conseguir las propiedades del Gran Duque Miguel en Polonia, a la vez que se veía obligada a vender sus posesiones necesitada de fondos.
Natalia y su hija permanecieron separadas, no pudiendo comunicarse hasta después de la Segunda Guerra Mundial. Por aquel entonces, Natalia estaba sin dinero y vivía de prestado en un desván. Falleció el 23 de enero de 1952 en un hospital benéfico parisino en la completa pobreza, siendo enterrada en el Cementerio de Passy junto a su hijo Jorge.

## Títulos y tratamientos
| ● 29 de septiembre de 1915-1928:           | La condesa Natalia Serguéyevna Brasova                                    |
| ● 1928-28 de julio de 1935:                | La princesa Natalia Serguéyevna Brasova                                   |
| ● 28 de julio de 1935-26 de enero de 1952: | Su Alteza Serenísima la princesa Natalia Serguéyevna Romanovskaya-Brasova |